# Der Kommissar und der See – Narrenfreiheit
Narrenfreiheit ist ein deutscher Fernsehfilm von Felix Karolus aus dem Jahr 2023. Es handelt sich um die zweite Folge der Kriminalfilmreihe Der Kommissar und der See, einem Spin-Off der Reihe Der Kommissar und das Meer, mit Walter Sittler, Nurit Hirschfeld und Dominik Maringer. In der ZDF Mediathek wurde der Film am 26. September 2023 veröffentlicht, die Erstausstrahlung im ZDF erfolgte am 3. Oktober 2023. ORF-Premiere war am 1. Oktober 2023.

## Handlung
In Lindau wird Werner Eberle, der Vorstand der Narrenzunft Schellengeister mit einer feierlichen Prozession durch die Fischergasse zu Grabe getragen. Die Gesichter der Zunftmitglieder sind mit Masken verhüllt. Bei einer anschließenden Feier in einem kleinen Lokal wird der neue Narrenrat Jürgen Becker gegenüber Kaja Johansen, der Tischnachbarin des pensionierten Kommissars Robert Anders, übergriffig. 
Die Narren, darunter Armin Müller, Steffen Bär und Paul Eberle, bemerken, dass ihr Kamerad eine Transfrau angemacht hat. Kaja, die früher Christian hieß, wird am nächsten Morgen erschlagen im Narrenbrunnen in der Altstadt gefunden. Dort strafen die Schellengeister zur Fastnacht diejenigen ab, die ihre Regeln ignorieren. Frauen sind bei diesem Verein nicht erwünscht. Wird eine dabei erwischt, wie sie sich während der Fastnacht unter die Gruppe mischt, wird sie in den Brunnen geworfen.
Der pensionierte Kommissar Robert Anders stellt ohne offiziellen Auftrag Nachforschungen an, während die offiziellen Ermittlungen von Polizeioberkommissarin Annika Wagner und ihrem Kollegen Martin Keller aufgenommen werden. Hannes Buck ist ebenfalls Mitglied der Schellengeister, möchte seinen Freund Robert als Mitglied werben und bereitet ihn auf die Aufnahmeprüfung vor. Narrenrat Jürgen Becker lehnt die Aufnahme von Robert zunächst ab, weil er Kaja gegenüber den Narren verteidigt hatte, gibt ihm jedoch eine Chance und Anders wird aufgenommen.
Christian war der ältere Sohn von Werner Eberle und ebenfalls Mitglied der Schellengeister. Kaja kam wegen der Krebserkrankung ihres Vaters zurück, nachdem sie zehn Jahre zuvor verschwunden war. Für ihren Vater war sie nach ihrem Outing gestorben, der jüngere Bruder Paul war damit der einzige Stammhalter. Kaja wollte sich vor dem Krebstod ihres Vaters noch mit ihm versöhnen. Laut Kajas Mutter Renate ist sie damals nach Oslo gezogen und hatte vor vier Jahren Linn Johansen geheiratet. Die Schellengeister betreiben eine Chatgruppe, in der sie ein Foto der toten Kaja teilten. Jürgen Becker gibt an, zur Tatzeit mit dem Taxi auf dem Heimweg gewesen zu sein. Nachdem die Narren vermuten, dass Anders Interna gegenüber der Polizei ausgeplaudert hat, wird er entführt und in den Narrenbrunnen geworfen. 
An Kajas Leiche können keine Spuren von Fremd-DNA gefunden werden. Auf den Videoaufnahmen der Überwachungskamera von Kajas Hotel ist sie kurz vor ihrer Ermordung mit ihrem Bruder Paul zu sehen, allerdings hatte sie das Hotel noch lebend verlassen. Anna Schäfer war die Freundin von Christian Eberle, sie gibt an Kaja nie kennengelernt zu haben. Anna ist mittlerweile mit dem Wirt Tom Schäfer verheiratet, gemeinsam betreiben sie das Lokal, in dem die Narren gefeiert hatten.
Gerichtsmediziner Dr. Herbert Hämmerle rekonstruiert aus von Paul Eberle verbrannten Dokumenten ein Testament von dessen Vater mit einigen handschriftlichen Änderungen zu Kajas Gunsten. Kaja sollte ursprünglich nur den Pflichtanteil erhalten. Kurz vor Walters Tod hatte er ein zweistündiges Telefonat mit Kaja geführt, möglicherweise hatten sich die beiden versöhnt. Paul Eberle gibt allerdings an, dass Kaja keine Ansprüche auf das Erbe erhob.
Laut Kajas Frau Linn Johansen hatte sie sich vor einigen Tagen mit Kaja gestritten und seitdem nichts mehr von ihr gehört. Bei dem Streit ging es um einen unerfüllten Kinderwunsch. Anders entdeckt auf den Fotos von Hannes Buck vom Narrensprung eine Aufnahme, die Kaja mit Anna und Tom Schäfer zeigt. Kaja hatte einen DNS-Test machen lassen. Anders vermutet, dass Tobias Schäfer das Kind von Anna und Christian ist. Tom Schäfer gesteht, Kaja erschlagen und zum Brunnen gebracht zu haben, weil er nicht wollte, dass Kaja seine Familie zerstört. Die Ermittler finden allerdings heraus, dass Tom mit einem falschen Geständnis seine Frau schützen wollte und tatsächlich Anna Schäfer Kaja ermordet hatte.

## Produktion
Die Dreharbeiten fanden vom 21. September bis zum 20. Oktober 2022 in Lindau, Hamburg und Umgebung statt. Produziert wurde der Film von der Network Movie (Produzenten Jutta Lieck-Klenke und Dietrich Kluge) im Auftrag des ZDF in Zusammenarbeit mit dem ORF.
Das Drehbuch schrieben Myriam Utz und Andreas Karlström, die Kamera führte Wolfgang Aichholzer, die Musik schrieb Mario Grigorov, die Montage verantwortete Jörg Kroschel und das Casting Rebecca Gerling und Lina Behr. Das Kostümbild gestaltete Yvonne Lehmann, das Szenenbild Marcus A. Berndt, den Ton Thomas Thutewohl und das Maskenbild Lisa Lampas und Brigitta Lüttge.
Die Dreharbeiten zum dritten Fall In besseren Kreisen begannen im Oktober 2023.

## Rezeption

### Kritiken
Tilmann P. Gangloff vergab auf tittelbach.tv vier von sechs Sternen und meinte, dass der Appell für mehr Toleranz als fesselnde Krimigeschichte verpackt sei. Abgesehen vom überzeichneten Vereinsvorsitzenden seien die Charaktere gut getroffen, die Umsetzung wie schon im ersten Film unaufgeregt. Der Film überzeuge vor allem durch die klug konzipierte Geschichte.
Oliver Armknecht bewertete den Film auf film-rezensionen.de mit drei von zehn Punkten. Nach dem verkorksten Einstieg 2022 zeige sich die zweite Folge in besserer Form. Mehr als solide sei das Ergebnis aber kaum, da die Geschichte zwar viele verschiedene Spuren habe, teilweise aber arg plump sei.

### Quote
Die deutsche Erstausstrahlung am 3. Oktober 2023 im Programm des ZDF wurde von 6,83 Millionen Zuschauern gesehen, der Marktanteil betrug 26,7 Prozent.
Im ORF erreichte der Film bei Erstausstrahlung 806.000 Zuschauer bei einem Marktanteil von 28 Prozent.